# Guinness World of Records Museum
Guinness World of Records Museum er en række museer, der udstiller en række af de verdenrekorder, der er optaget i Guinness Rekordbog. Disse museer findes i flere byer, heriblandt i København, Los Angeles og Hollywood.
nan°S nan°V / -nan°N -nan°Ø{{#coordinates:}}: ugyldig breddegrad